# Ken Yaremchuk
Ken Yaremchuk (né le 1er janvier 1964 à Edmonton dans l'Alberta au Canada) est un joueur professionnel de hockey sur glace qui évoluait au poste de centre.

## Biographie
Ken Yaremchuk pratique son hockey junior avec les Traders du Fort Saskatchewan en Ligue de hockey junior de l'Alberta puis avec les Winter Hawks de Portland en Ligue de hockey de l'Ouest passant la barre des 100 points chaque saison. En 1982, après avoir remporté la LHOu et joué la Coupe Memorial avec les Winter Hawks, il est le 7e choix des Black Hawks de Chicago lors du repêchage d'entrée. Il joue une saison supplémentaire en LHOu qui se solde par une victoire en Coupe Memorial.
En 1983, il fait ses débuts professionnels avec les Black Hawks en Ligue nationale de hockey. La saison suivante, il fait également quelques apparitions en Ligue internationale de hockey avec les Admirals de Milwaukee. En 1986, il est transféré aux Maple Leafs de Toronto. Il partage son temps de jeu entre les Maple Leafs en LNH et les Saints de Newmarket en LAH. Lors de la saison 1987-88, il joue avec l'équipe du Canada en préparation des Jeux olympiques de Calgary, où le Canada termine quatrième, avant de finir la saison en LNH.
En 1989, il part jouer en Europe. Après une saison en Italie avec l'AS Asiago Hockey, il évolue durant neuf ans en Ligue nationale A en Suisse avec le EV Zoug (six saisons), le HC Davos (deux saisons) et le SC Rapperswil-Jona (une saison). En 1999, il prend sa retraite.

## Statistiques

### En club
| Saison     | Équipe                       | Ligue          |     | Saison régulière | Saison régulière | Saison régulière | Saison régulière | Saison régulière |    | Séries éliminatoires | Séries éliminatoires | Séries éliminatoires | Séries éliminatoires | Séries éliminatoires |
| Saison     | Équipe                       | Ligue          | PJ  | B                | A                | Pts              | Pun              | PJ               | B  | A                    | Pts                  | Pun                  |                      |                      |
| 1979-1980  | Traders du Fort Saskatchewan | LHJA           | 59  | 40               | 72               | 112              | 39               | -                | -  | -                    | -                    | -                    |                      |                      |
| 1979-1980  | Winter Hawks de Portland     | LHOu           | -   | -                | -                | -                | -                | 2                | 1  | 0                    | 1                    | 0                    |                      |                      |
| 1980-1981  | Winter Hawks de Portland     | LHOu           | 72  | 35               | 72               | 107              | 105              | 9                | 2  | 8                    | 10                   | 24                   |                      |                      |
| 1981-1982  | Winter Hawks de Portland     | LHOu           | 72  | 58               | 99               | 157              | 181              | 15               | 10 | 21                   | 31                   | 12                   |                      |                      |
| 1982       | Winter Hawks de Portland     | Coupe Memorial | -   | -                | -                | -                | -                | 4                | 1  | 4                    | 5                    | 2                    |                      |                      |
| 1982-1983  | Winter Hawks de Portland     | LHOu           | 66  | 51               | 109              | 160              | 76               | 14               | 11 | 15                   | 26                   | 12                   |                      |                      |
| 1983       | Winter Hawks de Portland     | Coupe Memorial | -   | -                | -                | -                | -                | 3                | 4  | 7                    | 11                   | 0                    |                      |                      |
| 1983-1984  | Black Hawks de Chicago       | LNH            | 47  | 6                | 7                | 13               | 19               | 1                | 0  | 0                    | 0                    | 0                    |                      |                      |
| 1984-1985  | Black Hawks de Chicago       | LNH            | 63  | 10               | 16               | 26               | 16               | 15               | 5  | 5                    | 10                   | 37                   |                      |                      |
| 1984-1985  | Admirals de Milwaukee        | LIH            | 7   | 4                | 6                | 10               | 9                | -                | -  | -                    | -                    | -                    |                      |                      |
| 1985-1986  | Black Hawks de Chicago       | LNH            | 78  | 14               | 20               | 34               | 43               | 3                | 1  | 1                    | 2                    | 2                    |                      |                      |
| 1986-1987  | Maple Leafs de Toronto       | LNH            | 20  | 3                | 8                | 11               | 16               | 6                | 0  | 0                    | 0                    | 0                    |                      |                      |
| 1986-1987  | Saints de Newmarket          | LAH            | 14  | 2                | 4                | 6                | 21               | -                | -  | -                    | -                    | -                    |                      |                      |
| 1987-1988  | Canada                       | Éq. nat.       | 38  | 15               | 18               | 33               | 63               | -                | -  | -                    | -                    | -                    |                      |                      |
| 1987-1988  | Maple Leafs de Toronto       | LNH            | 16  | 2                | 5                | 7                | 10               | 6                | 0  | 2                    | 2                    | 10                   |                      |                      |
| 1988-1989  | Maple Leafs de Toronto       | LNH            | 11  | 1                | 0                | 1                | 2                | -                | -  | -                    | -                    | -                    |                      |                      |
| 1988-1989  | Saints de Newmarket          | LAH            | 55  | 25               | 33               | 58               | 145              | 5                | 7  | 7                    | 14                   | 12                   |                      |                      |
| 1989-1990  | AS Asiago Hockey             | Série A        | 34  | 37               | 76               | 113              | 32               | 6                | 5  | 6                    | 11                   | 8                    |                      |                      |
| 1990-1991  | EV Zoug                      | LNA            | 26  | 17               | 14               | 31               | ?                | -                | -  | -                    | -                    | -                    |                      |                      |
| 1991-1992  | EV Zoug                      | LNA            | 36  | 29               | 25               | 54               | 65               | -                | -  | -                    | -                    | -                    |                      |                      |
| 1992-1993  | EV Zoug                      | LNA            | 36  | 27               | 33               | 60               | 57               | 5                | 0  | 1                    | 1                    | 18                   |                      |                      |
| 1993-1994  | EV Zoug                      | LNA            | 36  | 17               | 39               | 56               | 19               | 2                | 1  | 0                    | 1                    | 0                    |                      |                      |
| 1994-1995  | EV Zoug                      | LNA            | 36  | 26               | 45               | 71               | 55               | 12               | 5  | 12                   | 17                   | 24                   |                      |                      |
| 1995-1996  | EV Zoug                      | LNA            | 26  | 16               | 30               | 46               | 69               | 6                | 1  | 4                    | 5                    | 6                    |                      |                      |
| 1996-1997  | HC Davos                     | LNA            | 46  | 31               | 38               | 69               | 60               | 5                | 2  | 2                    | 4                    | 16                   |                      |                      |
| 1997-1998  | HC Davos                     | LNA            | 39  | 20               | 22               | 42               | 76               | 18               | 11 | 14                   | 25                   | 34                   |                      |                      |
| 1998-1999  | SC Rapperswil-Jona           | LNA            | 45  | 14               | 20               | 34               | 103              | 4                | 0  | 1                    | 1                    | 10                   |                      |                      |
| Totaux LNH | Totaux LNH                   | Totaux LNH     | 235 | 36               | 56               | 92               | 106              | 31               | 6  | 8                    | 14                   | 49                   |                      |                      |

### En équipe nationale
| Année | Équipe | Compétition     |   | PJ | B | A | Pts | Pun       |  | Résultat |
| 1988  | Canada | Jeux olympiques | 8 | 3  | 3 | 6 | 2   | Quatrième |  |          |

## Trophées et récompenses
- Première équipe d'étoiles de la LHOu 1982
- Seconde équipe d'étoiles de la LHOu 1983
- Équipe d'étoiles de la Coupe Memorial 1983

## Transactions en carrière
- 6 septembre 1986 : transféré par les Blackhawks aux Maple Leafs de Toronto avec Jérôme Dupont et le choix de 4e ronde du repêchage d'entrée 1987 (les Maple Leafs sélectionnent avec ce choix Joe Sacco) en compensation de la signature comme agent libre de Gary Nylund par les Blackhawks.

## Parenté dans le sport
Il est le frère de Gary Yaremchuk, ancien joueur des Maple Leafs de Toronto.